# Vriesea platzmannii
Vriesea platzmannii là một loài thuộc chi Vriesea. Đây là loài đặc hữu của Brasil.